# Меттью Сміт (футболіст, 1999)
Меттью Роберт Сміт (англ. Matthew Robert Smith, нар. 22 листопада 1999, Реддітч) — валлійський футболіст, півзахисник англійського клубу «Галл Сіті».
Виступав, зокрема, за клуби «Твенте», «КПР» та «Донкастер Роверз», а також національну збірну Уельсу.

## Клубна кар'єра
Народився 22 листопада 1999 року в місті Реддітч. До 14 років виховувався клубами «Астон Вілла» і «Вест-Бромвіч Альбіон», після чого став гравцем юнацької команди «Манчестер Сіті».
У дорослому футболі дебютував 2018 року виступами на правах оренди за команду «Твенте», в якій провів один сезон, взявши участь у 34 матчах чемпіонату. Більшість часу, проведеного у складі «Твенте», був основним гравцем команди, чим допоміг команді піднятися до Ередивізі.
Своєю грою за цю команду привернув увагу представників тренерського штабу клубу «КПР», до складу якого приєднався на умовах оренди влітку 2019 року. Відіграв за лондонську команду наступних пів сезону своєї ігрової кар'єри.
Після того, як оренду достроково перервали, взимку 2020 до кінця сезону приєднався до складу клубу «Чарльтон Атлетик».
До складу клубу «Донкастер Роверз» приєднався восени 2020 року і знову на правах оренди. Всього за сезон відіграв за клуб з Донкастера 40 матчів в національному чемпіонаті.

## Виступи за збірні
2015 року дебютував у складі юнацької збірної Уельсу (U-17), загалом на юнацькому рівні взяв участь у 13 іграх.
2017 року залучався до складу молодіжної збірної Уельсу. На молодіжному рівні зіграв у 5 офіційних матчах, забив 1 гол.
2018 року в товариському матчі проти збірної Мексики (0:0) дебютував у складі національної збірної Уельсу. Попри те, що гравець народився в Англії, на національному рівні виступає у складі «драконів», оскільки у гравця валлійське походження.
У кінці травня 2021 року Дейвіса включили до складу збірної Уельсу для участі в чемпіонаті Європи.
| Дата       | Місто         | Господарі | Результат | Гості      | Турнір                               | Голи | Примітки |
| ---------- | ------------- | --------- | --------- | ---------- | ------------------------------------ | ---- | -------- |
| 28-5-2018  | Пасадена      | Мексика   | 0 – 0     | Уельс      | товариський матч                     | -    | 81'      |
| 6-9-2018   | Кардіфф       | Уельс     | 4 – 1     | Ірландія   | Ліга націй УЄФА 2018-2019 - 1-й етап | -    | 67'      |
| 11-10-2018 | Кардіфф       | Уельс     | 1 – 4     | Іспанія    | товариський матч                     | -    | 62'      |
| 16-10-2018 | Дублін        | Ірландія  | 0 – 1     | Уельс      | Ліга націй УЄФА 2018-2019 - 1-й етап | -    | 75'      |
| 24-3-2019  | Кардіфф       | Уельс     | 1 – 0     | Словаччина | Відбір до ЧЄ 2020                    | -    |          |
| 8-6-2019   | Осієк         | Хорватія  | 2 – 1     | Уельс      | Відбір до ЧЄ 2020                    | -    | 65'      |
| 11-6-2019  | Будапешт      | Угорщина  | 1 – 0     | Уельс      | Відбір до ЧЄ 2020                    | -    | 54'      |
| 6-9-2020   | Кардіфф       | Уельс     | 1 – 0     | Болгарія   | Ліга націй УЄФА 2020-2021 - 1-й етап | -    | 61'      |
| 8-10-2020  | Лондон        | Англія    | 3 – 0     | Уельс      | товариський матч                     | -    | 73'      |
| 11-10-2020 | Дублін        | Ірландія  | 0 – 0     | Уельс      | Ліга націй УЄФА 2020-2021 - 1-й етап | -    | 67'      |
| 14-10-2020 | Софія (місто) | Болгарія  | 0 – 1     | Уельс      | Ліга націй УЄФА 2020-2021 - 1-й етап | -    |          |
| 12-11-2020 | Суонсі        | Уельс     | 0 – 0     | США        | товариський матч                     | -    | 46'      |
| 27-3-2021  | Кардіфф       | Уельс     | 1 – 0     | Мексика    | товариський матч                     | -    |          |
| Усього     |               | Матчів    | 13        |            | Голів                                | 0    |          |